# Over Staveley
Over Staveley – civil parish w Anglii, w Kumbrii, w dystrykcie (unitary authority) Westmorland and Furness. W 2011 civil parish liczyła 437 mieszkańców.